# Lesnyek

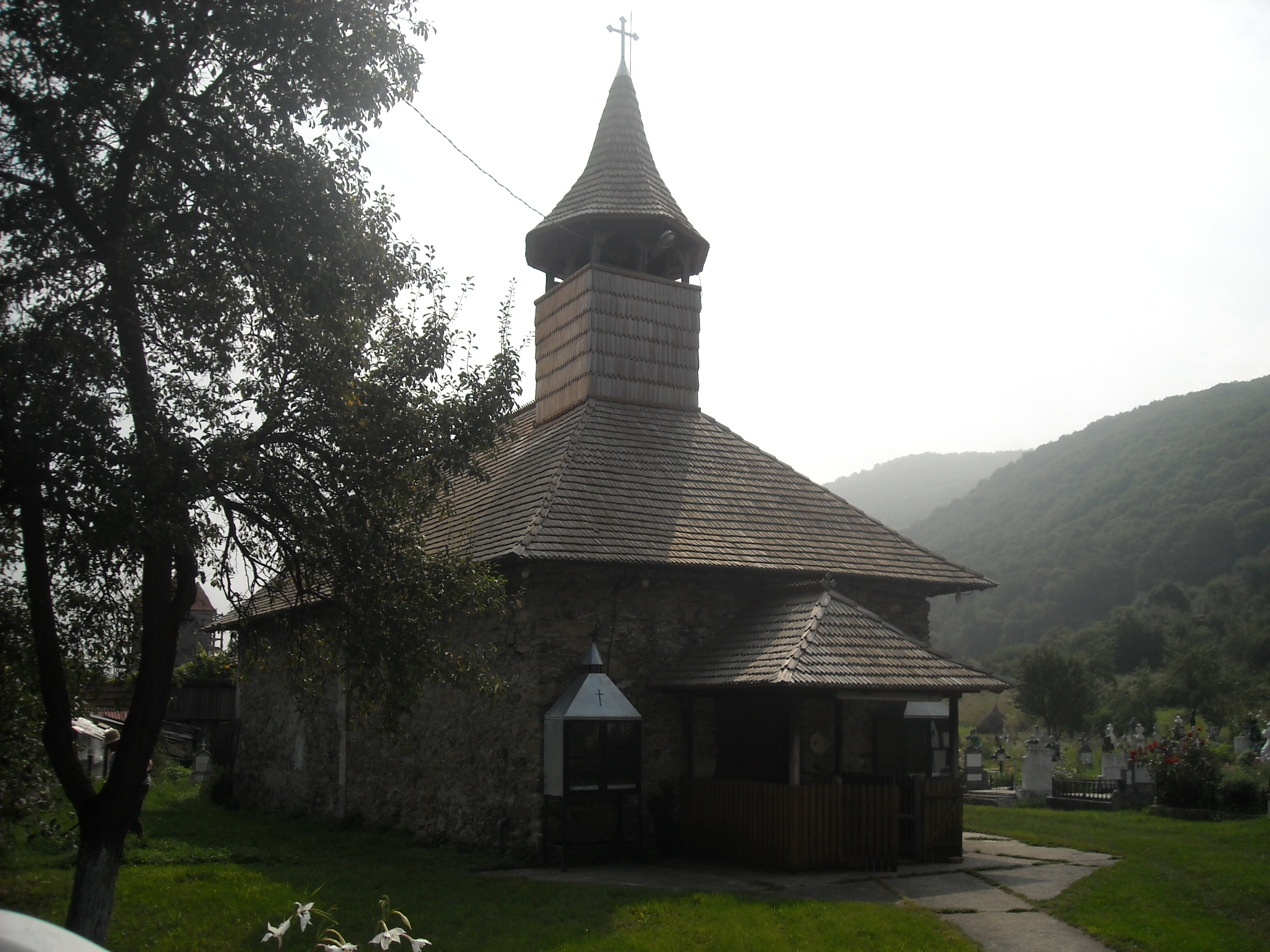

Lesnyek (Lesnek, románul: Leșnic, helyi ejtés szerint Lejnic) falu Romániában, Erdélyben, Hunyad megyében.

## Fekvése
Dévától 14 kilométerre északnyugatra, a Maros bal partján fekszik.

## Nevének eredete
Magyar neve a románból, az pedig egy 'mogyoróval benőtt hely' jelentésű *lĕšćъnikъ szláv alakból való. Először 1394-ben, Lesnek néven említették.

## Népessége
- 1785-ben 544 lakosa volt és a vármegye 46, az ortodox főesperesség 60 ortodox családfőt írt össze benne. Ugyanakkor kilenc római katolikus is lakta.[1]
- 1850-ben 540 lakosából 454 volt román, 65 cigány és 16 magyar nemzetiségű; 519 ortodox és 13 református vallású.
- 2002-ben 527 lakosából 514 volt román, 7 cigány és 5 magyar nemzetiségű; 479 ortodox, 34 pünkösdista és 4 református vallású.

## Története
Első említésekor, 1394-ben a lesnyeki Iván fia Dobra kapta meg Luxemburgi Zsigmondtól a Dévához tartozó lesnyeki erdő kenézségét. Hunyad vármegyei román falu volt, a 18. században pedig fontos postakocsi-állomás. Református egyháza 1766-ban Marosnémeti filiája. 1849. augusztus 17-én Bem a falun keresztül menekült Ruszkabánya, majd Orsova felé. A településen növényfajta-nemesítő kísérleti állomás működik.

## Látnivalók
- A 14. század végén épült ortodox kőtemploma valószínűleg a Dobre/Dobra család alapítása. A helybeli hagyomány úgy tartja, hogy korábban erdő vette körül. Kis méretű, négyszög alaprajzú, szentélye is négyzetes. Falába a miciai táborból származó köveket építettek be. Keskeny, lőrésszerű ablakai jelzik, hogy védelmi funkciót is ellátott. A pronaosz fölé épített fatorony újabb alkotmány, korábban kő védőtorony állt a helyén, amely valószínűleg megsemmisült. Belső festése két különböző korszakból való: a hajó déli, nyugati és északi falát a 15. század első felében, az apszist és a hajó keleti falát a 18. század második felében festették ki. A középkori freskók bizánci programot valósítanak meg, stílusukban pedig a bizánci, a román és a gótikus művészet alkot szintézist. A déli falon Szent Borbála és a vasárnapot megszemélyesítő Szent Dominika, Péter és Pál apostol és a Keresztrefeszítés látható. Az északi fal felső része Szűz Máriát és Jézust ábrázolja szentekkel és részletekben fennmaradt ószláv nyelvű felirattal, két oldalt egyrészt Szent Demetert és Szent Tódort, másrészt Szent Györgyöt a sárkánnyal. Alattuk a pokol szenvedései – a kárhozottak turbánt viselnek. A keleti oldalon a votív kép nyomai látszanak. A templom külön érdekessége az 1681-ben készült, geometrikus és virágmintákat használó, mára elszürkült kazettás mennyezet, Asztalos Márton műve. Igen ritka, hogy keleti rítusú templom számára kazettás mennyezetet készíttettek – a másik erdélyi példát a nagylupsai fatemplomban találjuk.

## Híres emberek
- Itt született 1861-ben Wein Margit operaénekes.

## Képek

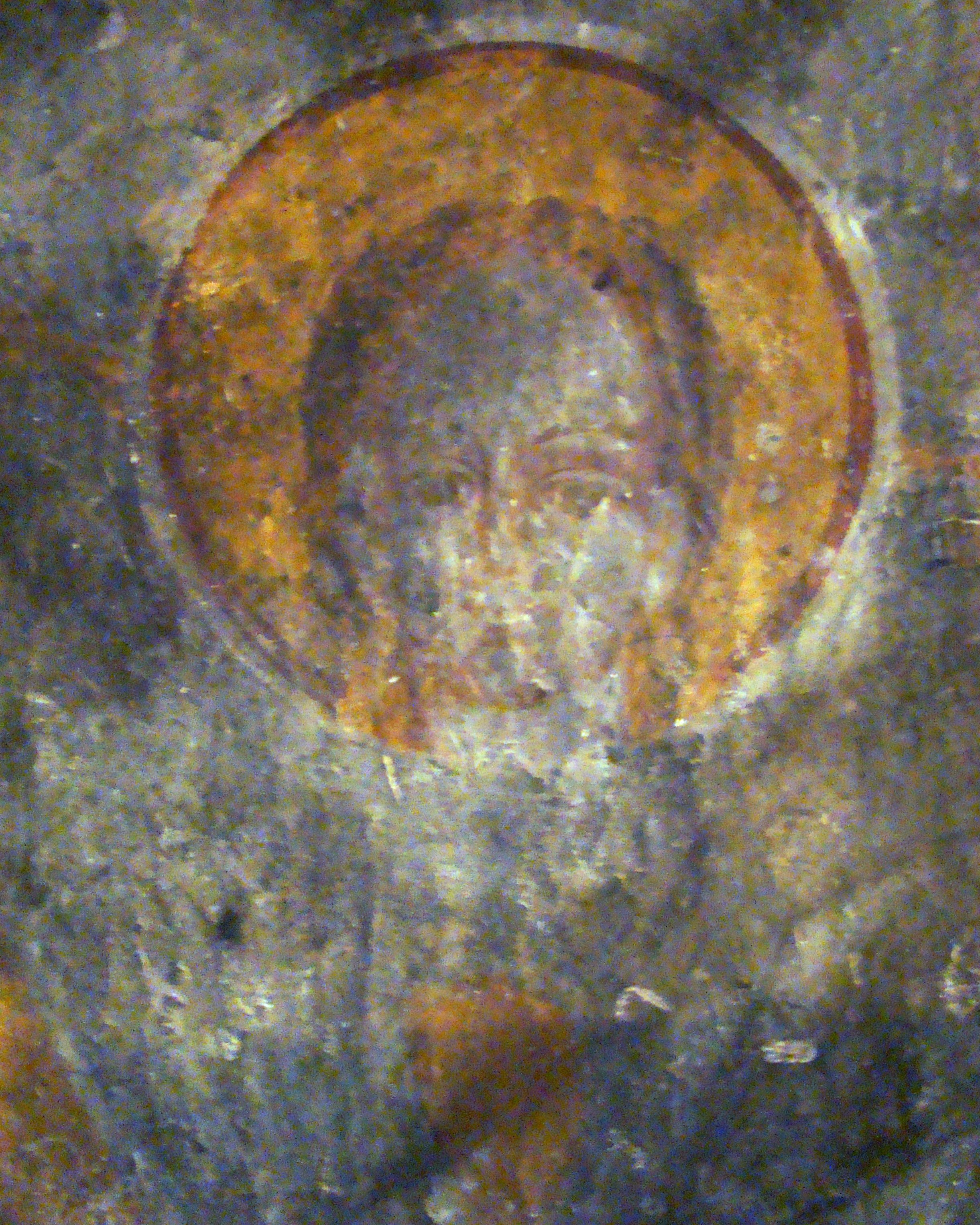
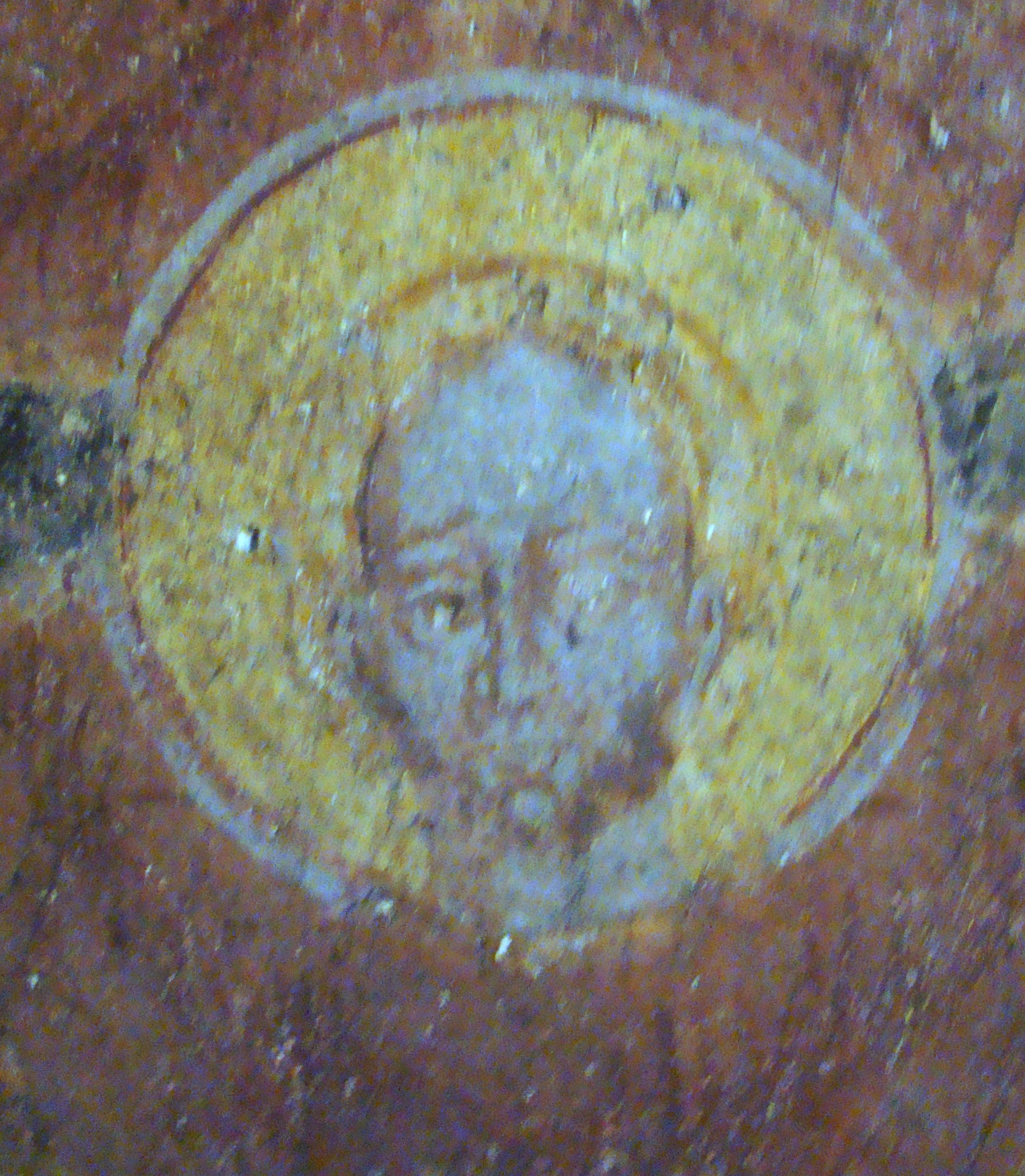
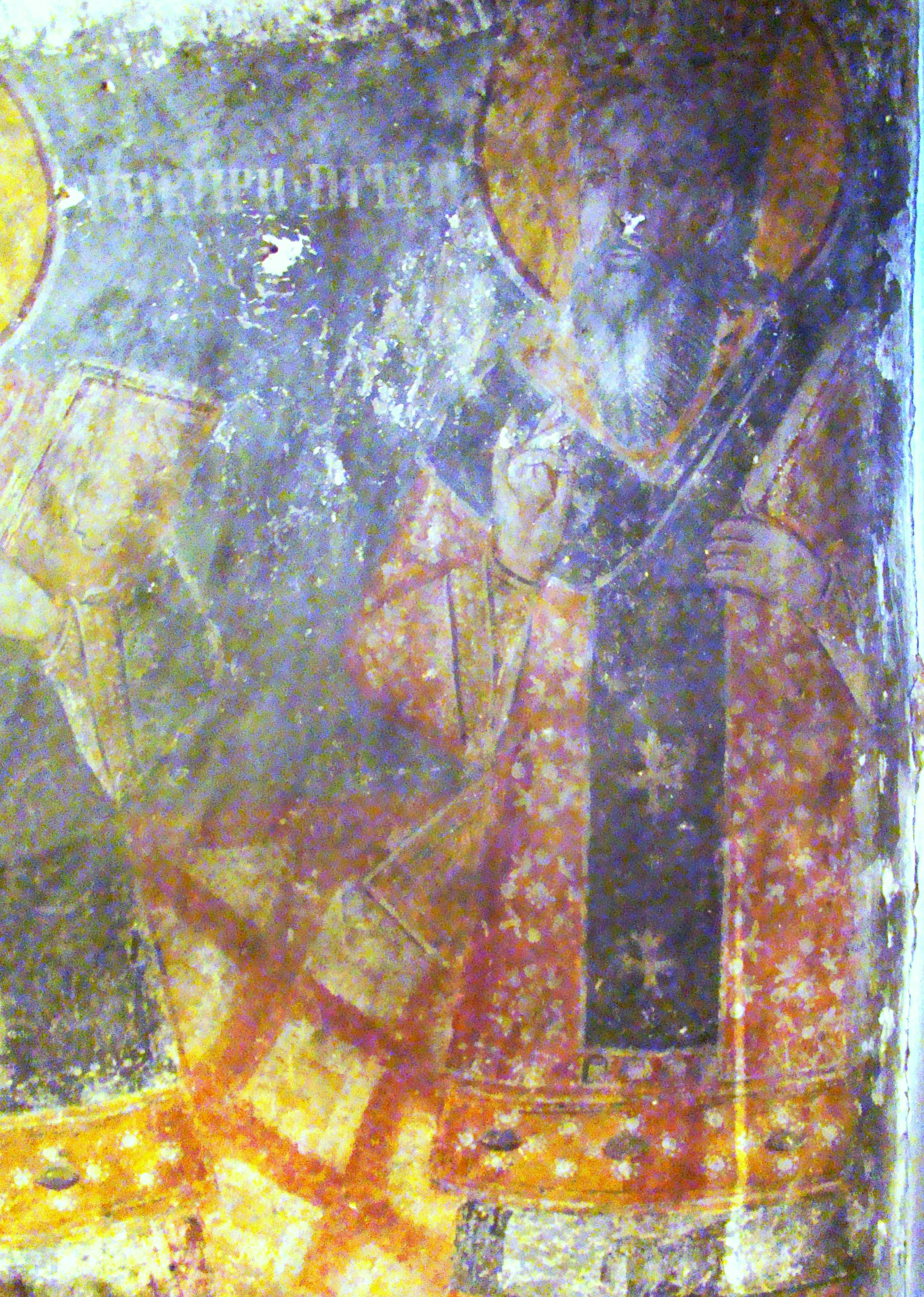